# Szálka Isten szemében
A Szálka Isten szemében Larry Niven és Jerry Pournelle közösen írt tudományos-fantasztikus regénye, melyet 1974-ben adtak ki angol nyelven. Magyarul 1998-ban jelent meg Békési József fordításában, két kötetben. Az első kötet címe Szálka Isten szemében, a másodiké A szálkák.

## Cselekménye
Az esemény a távoli jövőben történik, Pournelle CoDominium univerzumában, és az emberiség első találkozásáról szól egy idegen fajjal. A cím Máté 7:3-ból ered. A regényt Hugo-, Nebula- és Locus-díjjal jutalmazták 1975-ben.
A könyvben szereplő idegenek, a „szálkák”, az emberektől egy sok mindenben eltérő faj, fizikailag és pszichikailag egyaránt. Ezek a különbségek a történet folyamán egyre nyilvánvalóbbá válnak.
Az emberi szereplők tipikus archetípusok: Roderick Blaine, a hős-kapitány, Horace Bury, a rejtélyes kereskedő, a Sally Fowler, a lázadozó királylány stb.

## Sajátosságai
Robert A. Heinlein, aki kisegítette a szerzőket tanácsokkal, a regényt úgy minősítette, mint „valószínűleg a legjobb sci-fi regény, amit valaha is olvastam”.
A regény az úgynevezett űropera műfajba sorolható, melyben a szerzők ügyelnek a fizikai törvényekre és próbálják betartani őket. Larry Niven és Jerry Pournelle több regényt is írt, mely ide sorolható, a „Szálka Isten szemében” csupán a legismertebb közülük. Az Alderson-hajtómű, mellyel csillagrendszerek között lehet „ugrani”, valamint a Langston-erőtér fiktív találmányok, de őket is tudományos törvényesség veszi körül, és pontosan definiálva van a szerepük és képességeik.

## Magyarul
1. Larry Niven–Jerry Pournelleː Szálka Isten szemében (1974); ford. Békési József; Aquila–Cherubion, Debrecen, 1998 (Galaxis sf könyvek)
2. Larry Niven–Jerry Pournelleː A szálkák. A Szálka Isten szemében 2. része; ford. Békési József; Aquila–Cherubion, Debrecen, 1999 (Galaxis sf könyvek)